# Brachyphylla
Brachyphylla és un gènere de ratpenats de la família dels fil·lostòmids que viuen a Centreamèrica.

## Taxonomia
- Ratpenat frugívor antillà (Brachyphylla cavernarum)
- Ratpenat frugívor cubà (Brachyphylla nana)